# Eulepidotis tabasconis
Eulepidotis tabasconis là một loài bướm đêm trong họ Erebidae.